# NGC 521
NGC 521 (другие обозначения — UGC 962, MCG 0-4-118, ZWG 385.106, IRAS01219+0128, PGC 5190) — спиральная галактика с перемычкой в созвездии Кита.
Этот объект входит в число перечисленных в оригинальной редакции «Нового общего каталога».

## Сверхновые
В галактике обнаружены три вспышки сверхновых, в 1966, 1982 и 2005 годах:
- SN1966G. Сверхновая достигла блеска 15,5m на момент 16 августа 1966 года, находилась в 60" к востоку и в 13" к северу от ядра галактики[4][5]
- SN1982O. Сверхновая обладала фотографическим блеском 15,0m на момент 19 августа 1982 года. Она находилась в 22" к западу и в 16" к югу от ядра галактики[6].
- SN2006G. Сверхновая типа II открыта 22 ноября 2005 года до максимума блеска, достигла максимума (17,3m) 14 декабря 2005. Она находилась в 32,4" к востоку и в 38,3" к югу от центра галактики[7].